# Solenopsis tetracantha
Solenopsis tetracantha är en myrart som beskrevs av Carlo Emery 1906. Solenopsis tetracantha ingår i släktet eldmyror, och familjen myror.

## Underarter
Arten delas in i följande underarter:
- S. t. tetracantha
- S. t. videns

## Bildgalleri

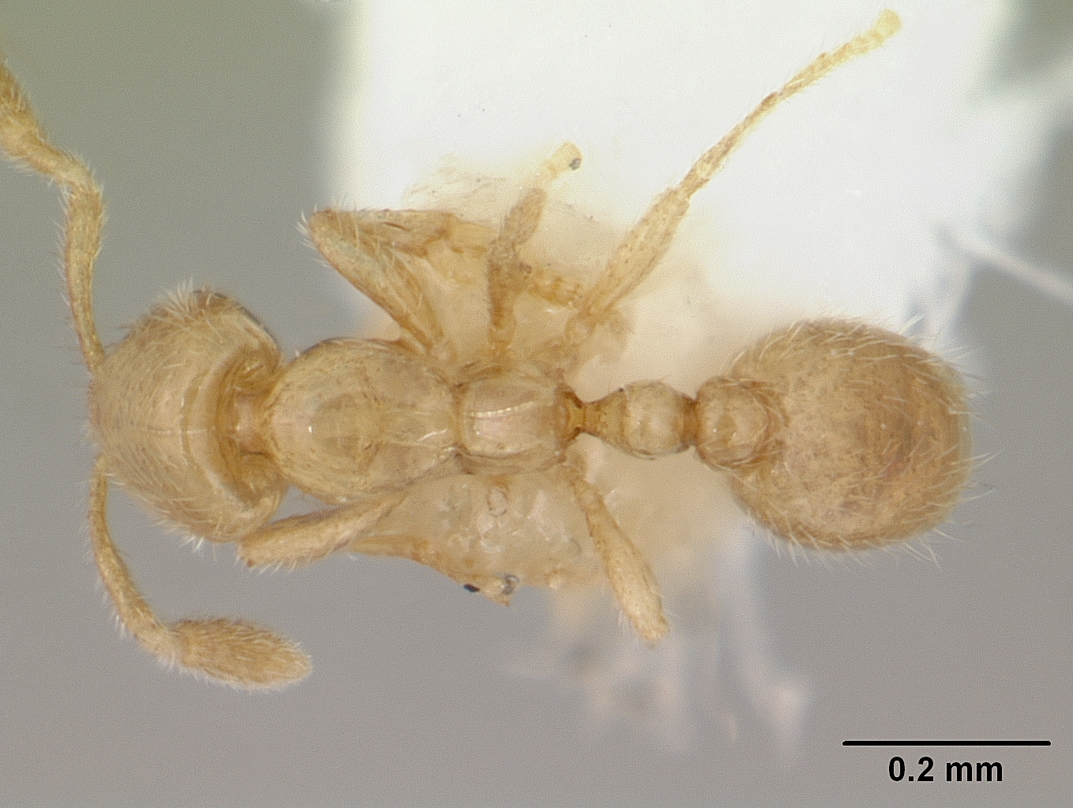
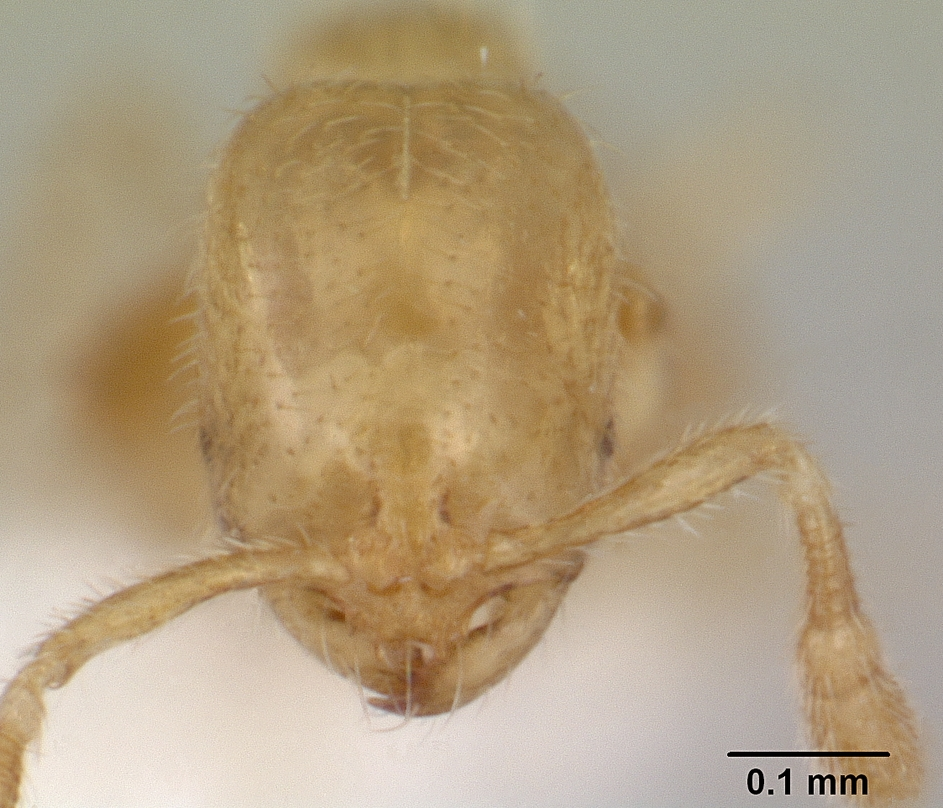
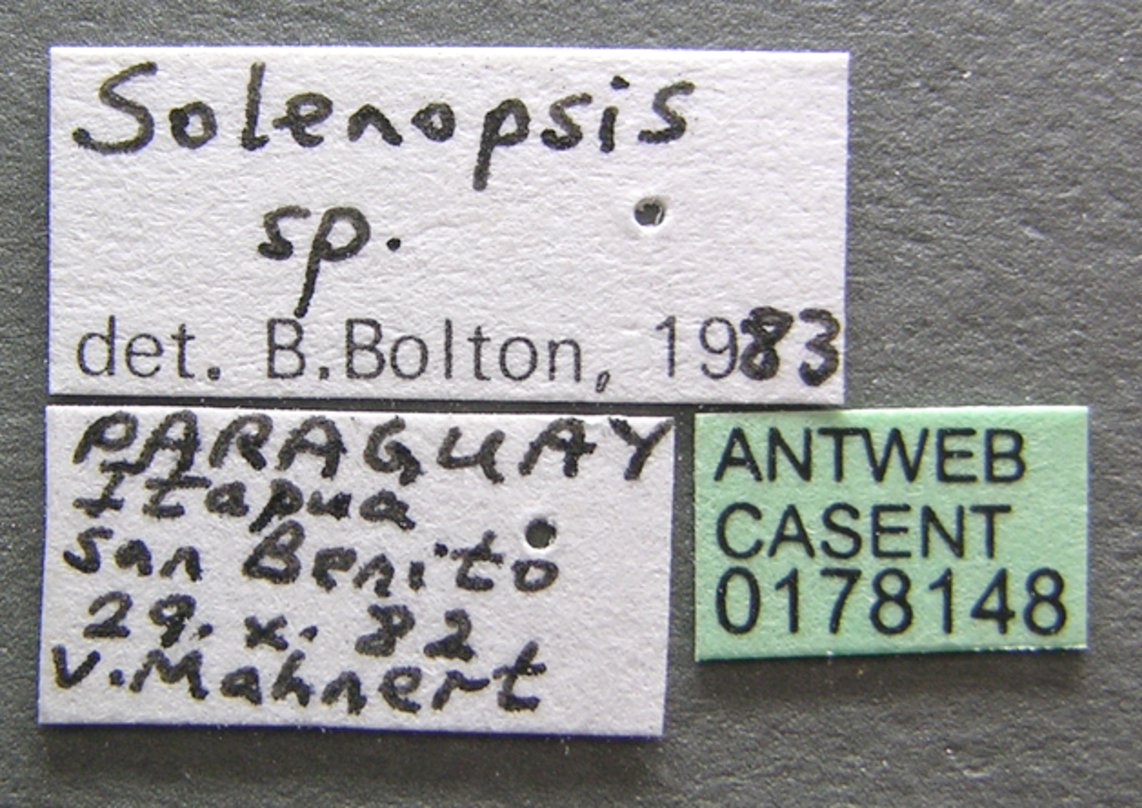
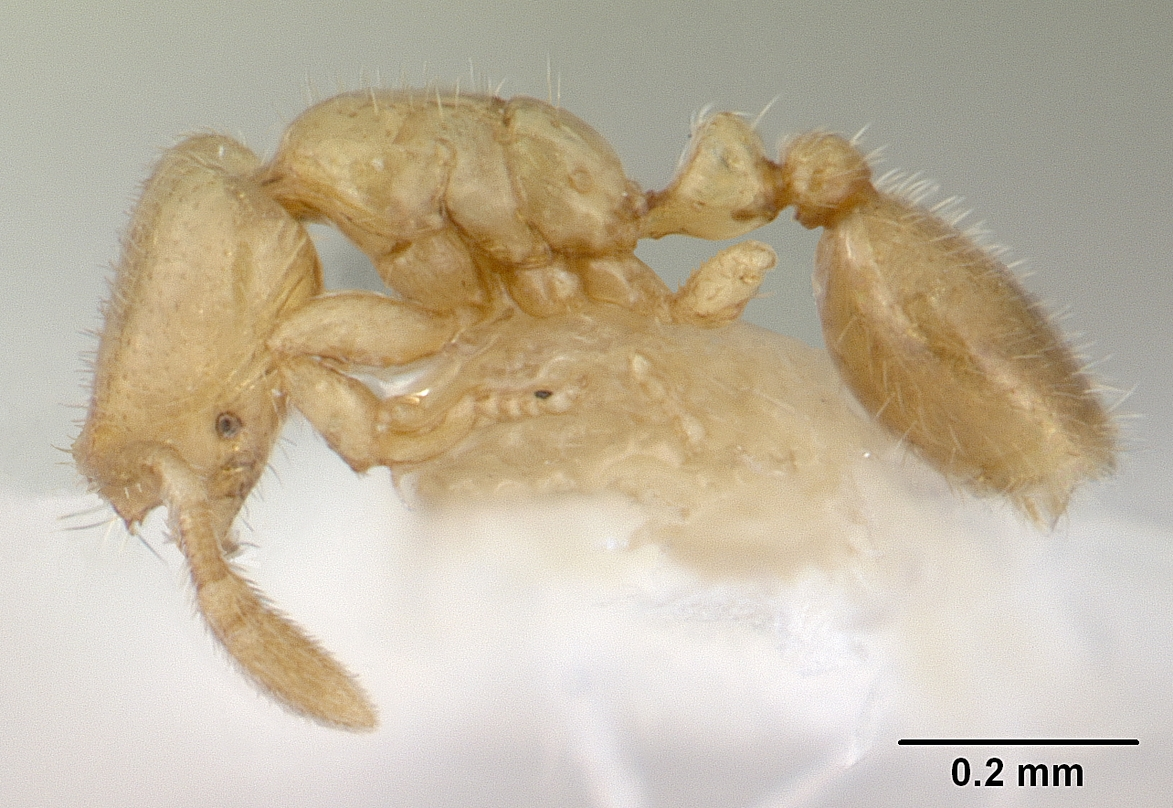